# Malomvíz község
Malomvíz község (románul: Comuna Râu de Mori) község Hunyad megyében, Romániában. Központja Malomvíz, beosztott falvai Gureny, Kisosztró, Klopotiva, Malomvízszuszény, Nagyosztró, Ohábasibisel, Osztrovel, Sebeshely, Uncsukfalva, Vályadilsi.

## Népessége
A 2011-es népszámlálás adatai alapján a község népessége 3153 fő volt.